# Ріо 2
«Ріо 2» (англ. Rio 2) — американський комедійний анімаційний фільм, створений у форматі 3D, що вийшов у березні 2014 року. Продовження мультиплікаційного фільму «Ріо» 2011 року. Цього разу головні герої Блу, Джуел та їхні троє дітей відправляються в подорож у дику Амазонію.

## Сюжет
Блу та Джуел насолоджуються життям в Ріо разом зі своїми 3 дітьми — Карлою, інтелігентною Біа і наймолодшим та пустотливим Тьягу. Між тим, колишня власниця папуг, Лінда Гундерсон та її чоловік-орнітолог, Туліо, під час експедиції в басейні Амазонки виявляють пір'їну блакитного ара.
Побачивши цю новину по телебаченню, Джуел вважає, що вони повинні відправитися до Амазонки, щоб допомогти знайти родичів.
Тоді як діти в захваті, Блу сумнівається, але під тиском Джуел погоджується. Також з ними рушили Рафаель, Ніко і Педро. Луїс також намагається слідувати, але зазнає невдачі.
Між тим, лідер незаконного вирубування лісів «Big Boss» розпоряджається полювати на Лінду та експедицію Туліо, щоб уникнути збоїв в роботі.
Какаду Найджел, старий заклятий ворог Блу та Джуел, пережив авіакатастрофу з першого фільму, але тепер не в змозі літати і займається на ринку ворожінням. Під час перельоту папуг, він помічає Блу та вирішує помститися. Найджел вербує для помсти двох помічників — німого мурахоїда Чарлі та жабу-дереволаза Габі (закохану в Найджела). Блу та його родина використовують човен, щоб дістатися до джунглів. Вночі Найджел намагається вчинити розправу та Чарлі випадково вмикає сигналізацію і руйнує цей план.
Папуги успішно дістаються Амазонки, де Джуел зустрічає свого батька Едуардо, його старшу сестру Мімі та друга дитинства Джуел  — Роберто. Едуардо суворо реагує на одомашнену поведінку Блу.
Лінда і Туліо продовжують шукати ара, проте їх захоплюють у полон лісоруби. Між тим, Блу робить все можливе, щоб вписатися у зграю, так само, як і його сім'я та друзі, хоча зграя (особливо Едуардо) налаштовані проти людей. Найджел, маскуючись, планує вбити Блу на новому карнавал-шоу після участі в прослуховуванні, організованому Рафаелем, Ніко, Педро, і Карлою. Коли Блу намагається знайти бразильський горіх для Джуел, він випадково бере його на ворожій території Червоних ара, очолюваних Феліпе. Тим самим Блу мимоволі викликає війну між двома племенами. Під час змагань Блу випадково забиває м'яч у ворота власної команди, через що Едуардо ще більше розлючується на нього.
Блу прилітає до табору Туліо і Лінди, щоб попрощатися, але не знаходить їх. На Блу нападає Роберто, вважаючи його «зрадником», але раптом на них наїжджає бульдозер. Блу ледь рятує Роберто і посилає його розповісти про все Едуардо. Трохи пізніше Блу знаходить Туліо і Лінду та звільняє їх.
Туліо і Лінда, разом з блакитними ара, знову намагаються зупинити вирубування лісу. Цього разу до них приєднуються червоні ара, після чого вони разом нападають на лісорубів. Блу витягає динаміт з дерева, але раптово на нього нападає Найджел. Габі запускає дротик з отрутою в Блу, але випадково потрапляє в Найджела. Найджел думає, що вмирає, але Біа доводить, що Габі не відноситься до отруйних древолазів. Щаслива Габі укладає Найджела в обійми, заважаючи йому розправитися з Блу.
Ареал проживання папуг оголошують національним заповідником. Найджела і Габі забирають Туліо і Лінда, Блу і Джуел залишаються жити зі зграєю, а до Ріо планують прилітати на літо. Все закінчується карнавал-шоу.

## Ролі озвучували
- Джессі Айзенберг — Блу
- Енн Гетевей — Джуел
- Леслі Манн — Лінда Гундерсон
- Бруно Марс — Роберто
- Джемейн Клемент — какаду Найджел
- Джордж Лопез — тукан Рафаель
- Джеймі Фокс — канарка Ніко
- Will.I.Am — Педро
- Амандла Стенберг — Біа, розумна молодша дочка Блу та Джуел.
- Рейчел Кроу — Карла, старша дочка Блу та Джуел. Любить слухати музику та співати.
- Пірс Ганьон — Тьяго, наймолодший та єдиний син Блу та Джуел
- Родріго Санторо — Туліо Монтейро, орнітолог та чоловік Лінди
- Джейк Ті Остін — Фернандо
- Трейсі Морган — бульдог Луїс
- Бебель Жілберту — Єва, дружина Рафаеля
- Енді Гарсія — Едуардо, батько Джуел
- Крістін Ченовет — Габі, жаба-дереволаз
- Ріта Морено — Мімі, старша сестра Едуардо
- Наталі Моралес — ведуча новин
- Жанель Моне — доктор Моне
- Філіп Лоуренс — Феліпе, лідер червоних ара
- Мігель Феррер — «Великий Бос», очолював незаконне вирубування лісу
- Джефрі Гарсія — Кіро

## Український дубляж
- Студія дубляжу — Постмодерн
- Мікс-студія — Deluxe
- Режисер дубляжу — Костянтин Лінартович
- Звукорежисер — Антон Семикопенко
- Перекладач — Надія Бойван
- Менеджер проекту — Ірина Туловська

### Ролі дублювали
- Блу — Петро Сова
- Джуел — Катерина Качан
- Ніко — Дмитро Лінартович
- Педро — Дмитро Сова
- Найджел — Микола Боклан
- Рафаель — Валерій Шептекіта
- Лінда — Катерина Сергеєва
- Туліо — Юрій Ребрик
- Луїс — Євген Пашин
- Карла — Єлізавета Марченко
- Біа — Єлізавета Зіновенко
- Тіяґо — Андрій Гайдай